# Alessandro Moissi
Alessandro Moissi, conosciuto anche con il nome tedesco, Alexander Moissi, e con quello albanese, Aleksandër Moisiu (Trieste, 2 aprile 1879 – Vienna, 23 marzo 1935), è stato un attore austriaco di origini italiane e albanesi, uno dei più noti attori dell'area di lingua tedesca agli inizi del XX secolo.

## Biografia

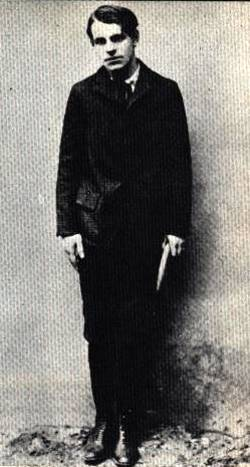
Moissi nel Risveglio di primavera di Frank Wedekind

Alessandro Moissi, questo il suo nome italiano (all'anagrafe) fu il quinto figlio del ricco commerciante albanese Kostantin (il cognome albanese è Moisiu) e della triestina di origini Arbëreshë
Amalia di Rada; nacque a Trieste (all'epoca Austria-Ungheria) e divise la sua infanzia fra la città della madre, per l'appunto Trieste, e Kavajë, città del padre. Per un periodo breve studiò a Graz in Austria.
 
A 19 anni si trasferì a Vienna per studiare canto: ma dopo un anno il posto gli fu revocato. Si cimentò allora col teatro, dove però - a causa del suo forte accento italiano - venne relegato a ruoli marginali.
Durante una rappresentazione de Il tartufo di Molière fu notato, per il suo viso, da Josef Kainz, che interpretava il protagonista. Egli consigliò al direttore del teatro, Paul Schlenther, di farlo perfezionare, definendolo l'attore del futuro. Fu così che per due anni (1901-1903), Moissi si perfezionò al Neue Deutsche Theater di Praga.
Si trasferì poi a Berlino, dove Max Reinhardt lo volle con sé al Deutsches Theater. Ci volle tempo perché Moissi riuscisse ad affermarsi, ma Reinhardt insisté su di lui, affidandogli ruoli importanti (come Osvald in Spettri accanto ad Agnes Sorma), nonostante la critica lo bersagliasse per il suo accento italiano.
Ma fu proprio il suo caratteristico accento straniero (che peraltro in precedenza gli aveva causato problemi) sia nella recitazione che nel canto, a colpire il pubblico: il poeta Franz Werfel lo definiva un mago; inoltre per Stefan Zweig la sua voce era musica, Klabund e Gerhart Hauptmann lo magnificarono, mentre lo stesso Franz Kafka scriveva di lui nel suo diario.
In breve divenne un'autentica star del palcoscenico, ed anche uno dei più noti e più pagati attori teatrali del suo tempo.
Nel 1914 partì volontario per la prima guerra mondiale nell'Esercito imperiale tedesco con il grado di sottufficiale. Il 16 settembre 1915 venne catturato nella zona di Calais e condotto nel campo di prigionia di Belle-Ile-en-Meer, isola francese al largo della costa della Bretagna. Qui s'ammalò di tubercolosi e nell'estate 1916 ottenne il trasferimento ad Arosa in Svizzera. Pur essendo prigioniero di guerra, poté riprendere l’attività di attore e fu scritturato da Alfred Reucker, direttore dello Schauspielhaus di Zurigo, per la stagione 1916/1917. Nel gennaio 1917 si aggregò alla compagnia del Deutsches Theater diretta da Reinhardt. La prigionia terminò a settembre. Nel 1918 si legò per qualche tempo alla Lega Spartachista.
Nel dopoguerra continuò la sua carriera, per lo più con lunghe tournée all'estero, tornando raramente a Berlino, dove il suo stile di recitazione era considerato antiquato ed inadatto alle nuove evoluzioni del teatro, all'espressionismo così come al teatro politico di Bertold Brecht ed Erwin Piscator.
Lasciò definitivamente la Germania nel 1933 per trasferirsi in Austria. Si recò invece sempre, e con costanza, sia in Albania che in Italia, le rispettive patrie dei genitori.
Morì a Vienna il 23 marzo 1935, in seguito all'aggravarsi della tubercolosi, dopo essere rientrato in Austria dall'Italia, dov'era stato in tournée e anche per provare una commedia scritta per lui da Luigi Pirandello e tradotta dall'amico Stefan Zweig, Non si sa come. Sul letto di morte lo raggiunse l'offerta da Roma della cittadinanza italiana, mentre tempo prima era stato re Zog I di Albania ad offrire la cittadinanza albanese a Moissi, ma l'attore morì prima di poter concludere l'iter.

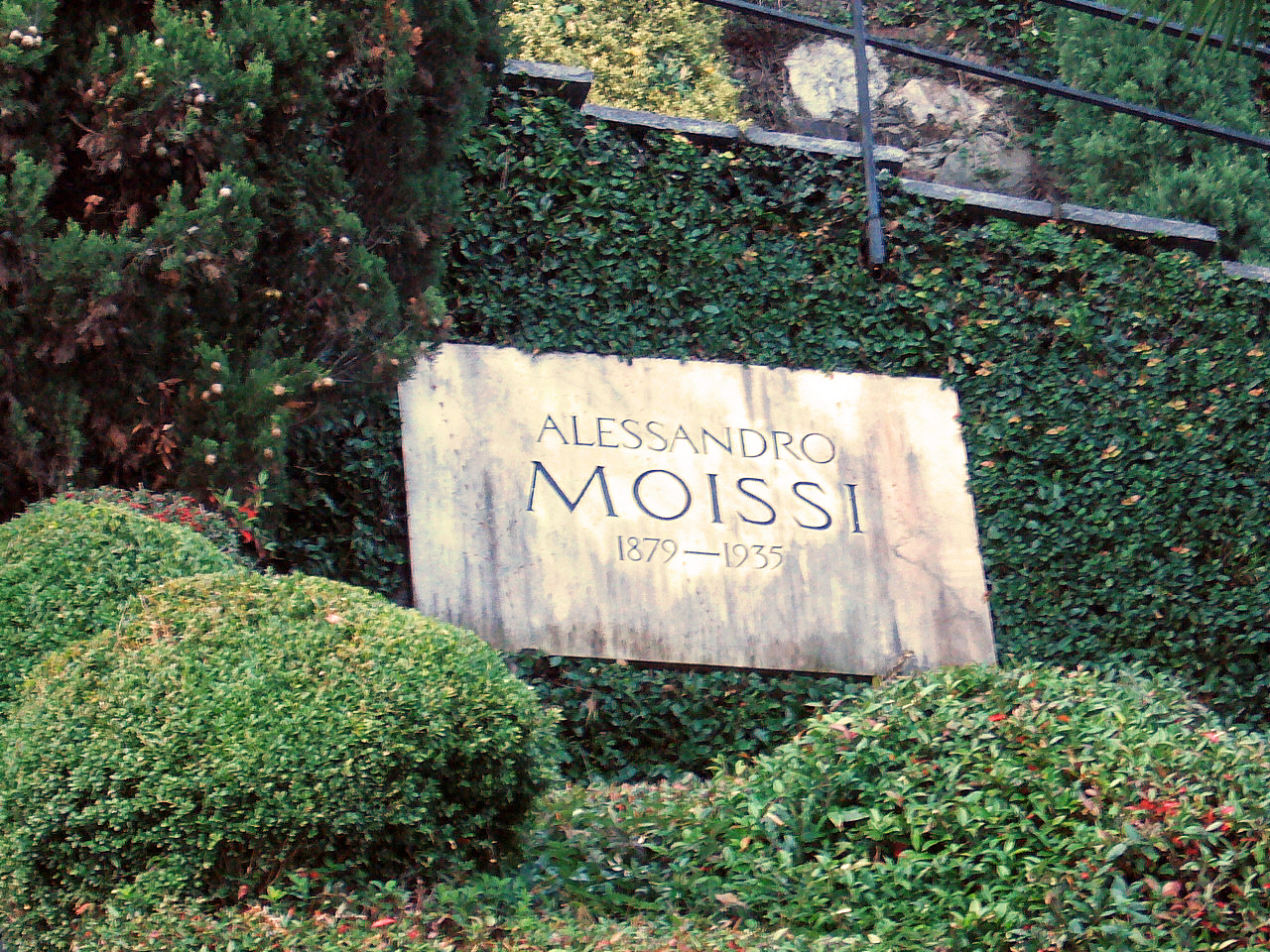
La tomba di Moissi a Morcote

È stato sepolto nel cimitero di Morcote, in Svizzera con il nome in italiano Alessandro Moissi.
Si è sposato due volte: la prima con l'attrice viennese Maria Urfus, assieme alla quale aprì a Berlino la Scuola di recitazione Maria Moissi, e dalla quale ebbe una figlia, Beate, nata nel 1911 e deceduta nel 1998, regista teatrale; dopo il divorzio nel 1918 si è sposato una seconda volta, nel 1919, con l'attrice Johanna Terwin. Dall'attrice Herta Hambach ha avuto un'altra figlia Bettina, nata nel 1923, divenuta a sua volta attrice. L'attore Gedeon Burkhard è suo bisnipote.
A Durazzo, il cui territorio confina con quello di Kavajë è a lui intitolata l'Università Aleksandër Moisiu.

## Filmografia
Moissi ha recitato anche in undici film muti ed in due col sonoro, tra il 1913 ed il 1935:
- Meier Helmbrechts Flucht und Ende (1913)
- Lo studente di Praga (Der Student von Prag), regia di Stellan Rye e Paul Wegener (1913)
- Das schwarze Los, regia di John Gottowt (1913)
- Die Augen des Ole Brandis, regia di Stellan Rye (1913)
- Kulissenzauber, regia di Heinrich Bolten-Baeckers e Leo Peukert (1915)
- Sein einziger Sohn, regia di Adolf Gärtner (1915)
- Pique Dame, regia di Arthur Wellin (1918)
- Der Ring der drei Wünsche, regia di Arthur Wellin (1918)
- Erborgtes Glück, regia di Arthur Wellin (1919)
- Der junge Goethe, regia di Arthur Wellin (1919)
- Zwischen Tod und Leben, regia di Arthur Wellin (1919)
- Figaros Hochzeit, regia di Max Mack (1920)
- Die Nacht der Königin Isabeau, regia di Robert Wiene (1920)
- Kean, regia di Rudolf Biebrach (1921)
- Die Königsloge, regia di Bryan Foy (1929)
- Lorenzino de' Medici, regia di Guido Brignone (1935)
- Barcarola, regia di Gerhard Lamprecht (1935)